# FLOT1
FLOT1‏ (Flotillin 1) هوَ بروتين يُشَفر بواسطة جين FLOT1 في الإنسان.